# Carsten Embach
Carsten Embach (ur. 12 października 1968 w Stralsundzie) – niemiecki bobsleista, dwukrotny medalista olimpijski w czwórkach.
Bobsleistą został w pierwszej połowie lat 90., wcześniej był lekkoatletą – specjalizował się w skoku w dal. W 1990 brał udział w halowych mistrzostwach Europy, może się poszczycić rekordem życiowym powyżej ośmiu metrów. Reprezentował wtedy NRD. W barwach zjednoczonych Niemiec brał udział w dwóch zimowych igrzyskach olimpijskich (IO 94, IO 02). W 1994 zajął trzecie miejsce z Wolfgangiem Hoppe w roli pilota, osiem lat później triumfował jako członek załogi André Lange. Z oboma zdobywał tytuły mistrza świata.